# Südwestdeutsche Illustrierte Wochenzeitung
Die Südwestdeutsche Illustrierte Wochenend Zeitung (ab 1957: Südwestdeutsche Illustrierte Wochen Zeitung; ab 1973: Illustrierte Wochenzeitung; kurz: iWz) war eine wöchentlich samstags erscheinende Beilage, die in zahlreichen Trägerzeitungen zwischen Ulm, Stuttgart, bis nach Heilbronn und in die Pfalz erschienen ist.
Ab 1955 enthielt die iWz das Fernseh- und Hörfunkprogramm in Form eines Funkstundenplans.

## 1952 bis 1973 –Südwestdeutsche Illustrierte Wochen(end) Zeitung(„alte“ iWz)

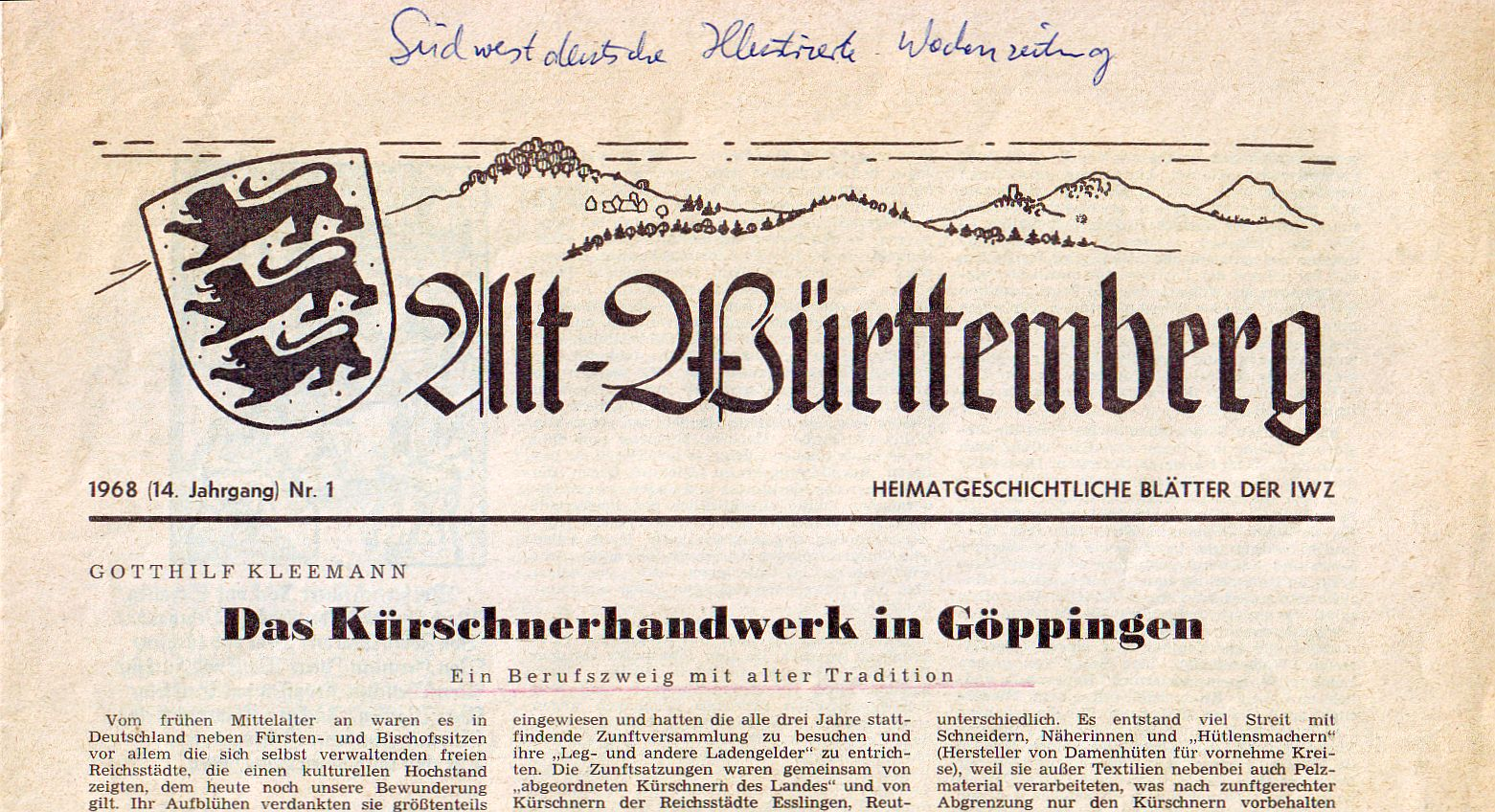
„Alt-Württemberg“, regelmäßige Beilage zur Südwestdeutschen Illustrierten Wochen Zeitung, Ausgabe 1/1968 (14. Jahrgang)

Sie wurde wohl ab dem 25. Oktober 1952 erstmals von der Mutterzeitung – Neue Württembergische Zeitung (NWZ) aus Göppingen, Baden-Württemberg – herausgegeben. Ab Ausgabe 17/1957 hieß sie dann iWz – „Südwestdeutsche Illustrierte Wochen Zeitung“. Am 24. Februar 1973 erschien sie letztmals mit Ausgabe 9/1973.
Inhalte der Wochenendbeilage waren: kurze Informationen zur Titelseite, Fortsetzungsromane, die Rubrik „Gut Schwäbisch“, ab den 1960er Jahren auch „Bilder der Woche“ aus dem Weltgeschehen der vergangenen Woche, das Schachproblem, die Briefmarkenecke, der Küchenzettel, aktuelle Artikel und mit „Heimat im Bild“ wurden Sehenswürdigkeiten der einzelnen Orte, in denen die iWz erschien, vorgestellt.
Der Funkstundenplan – anfangs als nicht mitnummerierte Einlage –  enthielt – neben dem Rundfunk-Stundenplan – erstmals ab Ausgabe 24/1955 das Fernsehprogramm des Deutschen Fernsehens (ARD). Ebenso wurden ab 1955 die heimatgeschichtlichen Blätter der iWz einmal monatlich veröffentlicht. Im Wechsel gab es auch eine Frauen- oder Kinderbeilage.
Im Laufe der weiteren Modernisierungen der späten 1960er und frühen 1970er Jahre kamen Rubriken wie „Junge Leute von heute“ und das iWz-Magazin hinzu, das die „Bilder der Woche“ ablöste.
Ab dem 6. Januar 1968 stellte die iWz den Funkstundenplan von der Erscheinungsweise „Sonntag bis Samstag“ auf „Samstag bis Freitag“ um und führte einige Wochen später die TV-Vorschau ein, um für die Leser die medienbezogene Planung für das kommende Wochenende zu vereinfachen.

## 1973 bis 2004 –Illustrierte Wochenzeitung(„neue“ iwz)
Ab 3. März 1973 erschien dann im nahtlosen Übergang die – diesmal als Illustrierte erscheinende  – iwz (Illustrierte Wochenzeitung nach dem Konzept von Eugen Kurz) im Hause der Stuttgarter Zeitung. Die Auflagenstärke hielt sich in etwa zwischen 1,2 und über 2 Millionen Exemplaren.
Als „Farbtupfer“ in der schwarzweißen Zeitungswelt erscheint die Illustrierte Wochenzeitung mit den Rubriken:
- Mini-Umfrage – ein ausgewähltes Meinungsbild zu aktuellen Diskussionen oder Themen
- Leute von Heute – Vorstellung interessanter Persönlichkeiten
- Farbartikel – mit Bezug zur Titelseite – Themen aus aller Welt
- TV-Journal – mit Bezug zum Fernsehprogramm – ab den späten 1980er Jahren auch Spielfilmtipps
- Fernseh- und Hörfunkprogramm mit TV-Vorschau

Weitere regelmäßige Rubriken waren die Spielwiese, die Küchen- und Gartenseite, der Bazar, sowie das Kreuzworträtsel.
Seit Ausgabe 53/1988 vom 31. Dezember 1988 erschien die iwz nur noch mit Fernsehprogramm. Der Wellenplan für Radiohörer wurde aber bis zur Einstellung mit abgedruckt.
Mit Ausgabe 51/1991 erhielt die iwz das Aussehen, welches sie bis zur Einstellung beibehielt.
Im Jahre 2004 wurde die „neue“ iwz mit Ausgabe 19/2004 vom 8. Mai 2004 eingestellt. Das Erscheinungsgebiet hat größtenteils die rtv übernommen.

## Weblink
- IWZ online. ohne Inhalt